# جواز سفر بابوا غينيا الجديدة
يصدر جواز سفر بابوا غينيا الجديدة لمواطني بابوا غينيا الجديدة للسفر الدولي من قبل فرع الجوازات التابع لهيئة خدمات الهجرة والجنسية في بابوا غينيا الجديدة. تبلغ تكلفة إصدار جواز سفر غينيا الجديدة 100 كينا بابوا غينيا الجديدة.
غطاء جواز سفر بابوا غينيا الجديدة باللون الأزرق. يوجد شعار الدولة في منتصف الغلاف. تحت الشعار يوجد اسم الدولة (بابوا غينيا الجديدة) واسم الوثيقة (جواز السفر). يتكون الجواز من 48 صفحة وهو مكتوب باللغة الإنجليزية.

## متطلبات التأشيرة
اعتبارًا من أغسطس 2019 يمكن لمواطني بابوا غينيا الجديدة السفر إلى 82 دولة بدون تأشيرة أو بتأشيرة عند الوصول. ويحل بذلك الجواز المرتبة 64 من حيث حرية السفر وفقًا مؤشر هينلي لجوازات السفر.